# 2013—14年香港足球
2013–14賽季為香港足球於第二次世界大戰後的第69個賽季。

## 事記
- 7月5日：傳媒報道由流浪外借到佩斯查的林學曦，因未獲佩斯查支薪而返回香港。[1]
- 7月8日：入籍球員科夫加盟中國甲組聯賽球會哈爾濱毅騰。[2]
- 7月19日：傳媒報道獲中超球會貴州人和開出5年合約的南華門將葉鴻輝，因中國足協定義香港球員為外援，以及中超禁止球隊起用外援擔任守門員，使葉鴻輝未能成功加盟貴州人和。[3]
- 7月24日：2013年巴克萊亞洲錦標賽（英超亞洲錦標賽）在香港大球場展開，因天雨關係，是日比賽上下半場各縮短至40分鐘。[4]
- 6月1日：張廣勇接替羅傑承出任南華體育會足球部主任。[5]
- 6月8日：橫濱FC香港宣佈球會的營運公司將會更換為澳滌娛樂（國際）有限公司，球隊將會改名為「YFC澳滌」，於2014年7月1日生效。[6][7]
- 6月18日：傳媒報道香港足球代表隊教練金判坤接替歐智勳，兼任香港足球總會技術總監。[8]